# リアルスコープ
『リアルスコープ』（英：REAL SCOPE）は、フジテレビ系列で放送されているバラエティ番組のシリーズ。ハイビジョン制作。2010年5月15日から2015年3月14日までフジテレビ系列でレギュラー放送されていた。
2009年1月4日から不定期の特別番組として放送された後、2010年5月15日よりレギュラー化された。
レギュラー放送終了後は2018年9月2日のBSフジ（同月16日には地上波で再放送）での放送を皮切りに、再び不定期の特別番組として放送されている。

## 概要
目には見えない姿を瞬時に映し出すシステムを搭載した特殊潜入メカ「リアルスコープくん」が気になる場所やもの等に潜入し、あらゆる真実の姿を映し出す教養バラエティ番組。
テーマとしているもの以外に、リアルスコープくんが写した機械・建造物の詳細や関連人物の「好きな芸能人」「趣味」「マイカー」など本筋とは無関係なものを含む情報にも細かに着目し、小型のウィンドウで詳細情報を流すVTR構成が特徴である。レギュラー陣もこのような小ネタに着目する事が多く、VTR中にガヤがそのまま入る。
2009年1月3日に『REAL SCOPE〜大人のための社会科見学〜』（リアル・スコープ〜おとなのためのしゃかいかけんがく〜）のタイトルで深夜枠で1回目の特別番組を放送。
特別番組第2回以降は『～あらゆる世界を見学せよ!～潜入!リアルスコープ』（～あらゆるせかいを見学せよ!～せんにゅう!リアルスコープ）に改題しこのタイトルで3回放送された。
2010年5月15日からはレギュラー番組に昇格となり、毎週土曜日の23:10 - 23:55（JST）に放送。フジテレビの土曜日23時台のバラエティ番組は、『カワズ君の検索生活』以来約3年ぶりだが23:10開始では初。レギュラー開始後から少しずつ視聴率は上昇し、2010年10 - 3月期の平均視聴率は9.3%を記録して同時間帯でトップに立つことも多くなっていた。
2010年10月12日（火曜日）は、19:00 - 19:40に「サッカー韓国×日本アジア頂上決戦直前スペシャル〜ザックJAPANに潜入!!リアルスコープ特別版〜」として、韓国×日本の試合直前に一部生中継の映像を交えて放送した。また、番組初のゴールデンタイムの放送となった。
年末年始・改編期および『FNS27時間テレビ』放送日は休止していた。直前の土曜プレミアムが延長する場合や野球などのスポーツ中継が延長する場合には時間の繰り下げが行われ、中でも2010年11月7日は日本シリーズ第6戦「中日対ロッテ戦が延長15回引き分けとなり190分（3時間10分）延長された為26:20 - 27:05（日付上は7日2:20 - 3:05）に放送となった。
2010年12月21日は、19:00 - 20:54に『カスペ!』枠で「特別編・世界のみんなありがとう! ニッポンを支える（秘）工場こんな国で作っていたのか!?スペシャル」として、レギュラー放送開始後初の2時間スペシャルが放送された。
23時台で好調な成績を収めたことから、2011年4月から放送時間が土曜23:10 - 23:55から、土曜19:00 - 19:57に昇格。土曜23:10 - 23:55の後枠には、『ピカルの定理』が深夜枠から昇格した。
2012年4月7日からは、『リアルスコープZ』（ - ゼット）としてリニューアルした。これまでのレギュラー陣に加え新たにフットボールアワー、柳原可奈子、Sexy Zoneが加入した。また、進行（ガイド）がこれまで務めていた中村仁美から加藤綾子に交代した。
2012年10月からはレギュラー放送終了まで『超潜入!リアルスコープHYPER』（ちょうせんにゅう リアルスコープハイパー）と再改題して放送していた。2013年3月からはクイズ番組形式に変更し、それまでパネラーだった後藤が進行役「クイズマン」となった。
2013年2月9日は、18:30に開始時刻を繰り上げ、「ギモン解決!スーパーの裏側全部見せますスペシャル」と題した1時間30分のスペシャル版が放送された。
2013年10月26日、進行（ガイド）が加藤綾子から当時入社1年目の三上真奈に交代。
2015年3月14日をもってレギュラー放送を終了した。最終回は当日開通の「北陸新幹線」を特集、最後は出演者全員で「リアルスコープ、ゴー!!」と叫んで大団円となった。
2018年9月2日（日曜日）17:00 - 17:30 （BSフジ）・9月16日（日曜日）26:55 - 27:25（地上波）に『潜入!リアルスコープ キュリオス特別編～シルク・ドゥ・ソレイユお引越しSP～』がレギュラー放送終了後3年半振りに特別番組として放送された。
2021年5月4日（火曜日）19:00 - 21:00には『クセバラWEEK』の一環として、地上波ゴールデンでは6年ぶりに『～あらゆる世界を見学せよ!～潜入!リアルスコープ』が特別番組として放送された。

## 出演者

### 特別番組（第1・2期）
進行
- 野島卓（フジテレビアナウンサー、第1回・第2回）
- 中村仁美（フジテレビアナウンサー、第3回・第4回）

パネラー
- ビビる大木（第1回 - 第4回）
- バナナマン（設楽統・日村勇紀、第1回）
- 大沢あかね（第1・3回）
- オードリー（春日俊彰・若林正恭、第2回）
- 柳原可奈子（第2回）
- ダンテ・カーヴァー（第3回）
- 矢作兼（おぎやはぎ、第3回）
- カンニング竹山（第3回）
- 千秋（第3回）
- 南明奈（第3回）
- 草野仁（第3回）
- ほっしゃん。（第4回）
- 関根麻里（第4回）
- 吉川ひなの（第4回）
- ボビー・オロゴン（第4回）
- フルーツポンチ（亘健太郎・村上健志、第4回）

### レギュラー放送
進行（ガイド）
- 初代：中村仁美（フジテレビアナウンサー、2010年5月15日 - 2012年3月17日）
- 2代目：加藤綾子（フジテレビアナウンサー、2012年4月7日 - 2013年10月19日）
- 3代目：三上真奈（フジテレビアナウンサー、2013年10月26日 -  2015年3月14日）

進行（クイズマン）
- 後藤輝基（フットボールアワー、2012年4月7日 - 2015年3月14日[12]）

レギュラーパネラー
- 上地雄輔（2010年5月15日 - 2015年3月14日）
- 関根麻里（2010年5月15日 - 2015年3月14日）
- ビビる大木（2010年5月15日 - 2015年3月14日）
- 岩尾望（フットボールアワー、2012年4月7日 - 2015年3月14日）
- 柳原可奈子（2012年4月7日 - 2015年3月14日）
- Sexy Zone（中島健人・菊池風磨・佐藤勝利[13]・松島聡・マリウス葉、   2012年4月7日 - 2015年3月14日）

### 特別番組（第3期）

#### 2018年9月2日放送[10]
進行（ガイド）
- 4代目：久慈暁子（フジテレビアナウンサー）

パネラー
- ビビる大木
- 宮本亜門
- クールポコ。（せんちゃん・小野まじめ）

#### 2021年5月4日放送[1]
この放送回（山﨑）から、進行役の女性アナウンサーによるガイド役のコスチューム衣装は廃止となった。
進行
- 山﨑夕貴（フジテレビアナウンサー）

パネラー
- 山里亮太（南海キャンディーズ）
- 岡部大（ハナコ）
- 礼二（中川家）
- 朝日奈央
- 井上咲楽
- 荒牧慶彦

#### 2021年9月21日放送[14]
進行
- 山﨑夕貴（フジテレビアナウンサー）

パネラー
- 山里亮太（南海キャンディーズ）
- 岡部大（ハナコ)
- 礼二（中川家）
- 福田麻貴（3時のヒロイン）
- 貴島明日香
- 辻本達規（BOYS AND MEN）

#### 2022年1月16日放送[15]
進行
- 山﨑夕貴（フジテレビアナウンサー）

パネラー
- 山里亮太（南海キャンディーズ）
- 岡部大（ハナコ）
- 王林（りんご娘）
- 曽田陵介
- 伊藤沙莉
- 浜辺美波

VTR出演
- 井上清華（フジテレビアナウンサー）

#### 2022年9月22日放送
進行
- 山﨑夕貴（フジテレビアナウンサー）

パネラー
- 山里亮太（南海キャンディーズ）
- 岡部大（ハナコ）
- 本田仁美
- 佐藤隆太
- 丸山桂里奈
- ヒコロヒー

#### 2022年12月29日放送
進行
- 井上清華（フジテレビアナウンサー）
- 山﨑夕貴（フジテレビアナウンサー）

パネラー
- 山里亮太（南海キャンディーズ）
- 岡部大（ハナコ）
- ギャル曽根
- 佐藤勝利（Sexy Zone）
- サーヤ（ラランド）
- 田中樹（SixTONES）
- 菜々緒
- 藤田ニコル
- 藤本美貴
- 丸山礼

#### 2023年3月10日放送
進行
- 井上清華（フジテレビアナウンサー）

パネラー
- 山里亮太（南海キャンディーズ）
- 見取り図（盛山晋太郎・リリー）
- 森泉
- 阿部顕嵐（7ORDER）
- 丸山礼

#### 2023年3月18日放送
進行
- 渡邊渚（フジテレビアナウンサー）

パネラー
- 山里亮太（南海キャンディーズ）
- アンミカ
- 丸山礼

#### 2023年8月10日放送
進行
- 井上清華（フジテレビアナウンサー）

パネラー
- 山里亮太（南海キャンディーズ）
- 岡部大（ハナコ）
- ゆうちゃみ
- ニューヨーク（嶋佐和也・屋敷裕政）
- 木戸大聖
- 丸山礼

#### 2023年10月21日放送
進行
- 井上清華（フジテレビアナウンサー）

パネラー
- 山里亮太（南海キャンディーズ）
- 岡部大（ハナコ）
- 松本若菜
- 安斉星来
- 松浦ゴリエ（ガレッジセール、ゴリ）
- 井戸田潤（スピードワゴン）

#### 2024年3月28日放送
進行
- 井上清華（フジテレビアナウンサー）

パネラー
- 山里亮太（南海キャンディーズ）
- ギャル曽根
- 小芝風花
- 亀梨和也
- ザ・マミィ（林田洋平・酒井貴士)
- 丸山礼

#### 2024年8月16日放送
進行
- 藤本万梨乃（フジテレビアナウンサー）

パネラー
- 山里亮太（南海キャンディーズ）
- 岡部大（ハナコ）
- 川田裕美
- 山田涼介
- ゆうちゃみ
- アインシュタイン（稲田直樹・河井ゆずる）

#### 2025年1月23日放送
進行
- 井上清華（フジテレビアナウンサー）

パネラー
- 山里亮太（南海キャンディーズ）
- 間宮祥太朗
- 北斗晶
- 信子（ぱーてぃーちゃん）
- モグライダー（芝大輔・ともしげ）

#### 2025年3月20日放送
進行
- 宮司愛海（フジテレビアナウンサー）

パネラー
- 山里亮太（南海キャンディーズ）
- 岡部大（ハナコ）
- 加藤清史郎
- 福本莉子
- 薬丸裕英
- 松本明子

#### 2025年6月26日放送
進行
- 藤本万梨乃（フジテレビアナウンサー）

パネラー
- 山里亮太（南海キャンディーズ）
- 伊集院光
- 井森美幸
- ギャル曽根
- 信子（ぱーてぃーちゃん）
- 本田響矢

## 放送内容

### 特別番組（第1期）
| 放送日時                 | テーマ |
| ------------------------ | --- |
| 2009年1月4日 4:35 - 5:05 | - 国会図書館の秘密書庫に潜入! - 世界を股にかける工場に潜入! - 有名企業の社長室に潜入! - 核シェルターに潜入! |

### 特別番組（第2期）
| 放送日時                               | テーマ |
| -------------------------------------- | --- |
| 2009年8月22日 15:30 - 17:25            | - リアルイケメンパラダイスに潜入! - 世界で最も危険な作業現場に潜入! - 生命の起源 その場所に潜入! - 国会図書館の秘密書庫に潜入! - 世界最強の高校に潜入! - 東京-大阪565.4km 国道1号線を全部見学! - 今並びたい得する行列に潜入! - 銅像の視線の先に潜入! |
| 2009年9月24日 22:00 - 23:24            | - お金を作る工場 - 天才子役養成所 - テレビ初潜入!ギネスブック編集部ロンドン本社 - 日本最強レスキュー部隊 対テロ秘密訓練 - 超バブル大国 ドバイ - 全国の行列スポット                                                                                   |
| 2009年12月30日（29日深夜） 0:00 - 1:00 | - 麻薬密輸の立入検査 - 新型インフルエンザワクチン製造工場 - スペインが熱狂する日本カルチャー - 禁断の尼寺に密着 - ダイエット（秘）実態 |

### レギュラー放送

#### 2010年
| 放送日時 | テーマ | 備考                                                        | 視聴率 |
| -------- | --- | ----------------------------------------------------------- | ------ |
| 05月15日 | - 中国ジーンズ製造工場 - 米国ダイエットシティ                                                                                                 |                                                             | 09.7%  |
| 05月22日 | - ALSOK新入社員研修 - 宝くじ施設 |                                                             | 06.9%  |
| 05月29日 | - パパラッチエージェンシー - マルハニチロ |                                                             | 07.9%  |
| 06月05日 | - パパラッチエージェンシー完結編 - 全国の行列 パワースポット編                                                                                |                                                             | 07.4%  |
| 06月19日 | - 昭和鉄道高等学校 - 行列特集 |                                                             | 08.7%  |
| 06月26日 | - ONE PIECE製作現場 - ラーメン二郎 |                                                             | 08.8%  |
| 07月03日 | - 坂田ジュニアゴルフ塾 - ビバリーヒルズ市警察                                                                                                 |                                                             | 07.7%  |
| 07月10日 | - ワコール - 銅像の目線の先 |                                                             | 09.2%  |
| 07月31日 | - 韓国「一般市民パパラッチ制度」 - 赤城乳業                                                                                                   |                                                             | 11.7%  |
| 08月07日 | - 府中刑務所 - 速読術の秘密 |                                                             | 07.4%  |
| 08月14日 | - 最恐お化け屋敷制作の舞台裏 - 人喰いザメ捕獲現場                                                                                             |                                                             | 08.1%  |
| 08月21日 | - 世界のオタクシリーズ フランス編 |                                                             | 11.2%  |
| 09月04日 | - 豊田おいでんまつり - 世界柔道合宿 |                                                             | 11.2%  |
| 09月11日 | - ジャパネットたかた - ひよ子 |                                                             | 07.4%  |
| 09月18日 | - 駄菓子製造工場 - サンヨー製菓 - 鍵屋製菓 - 梅の花本舗                                                                                       |                                                             | 11.4%  |
| 09月25日 | - 中国激安名画製造工場 - B級便乗映画製作現場                                                                                                  |                                                             | 07.6%  |
| 10月02日 | - 石川遼親衛隊 |                                                             | 07.6%  |
| 10月09日 | - キング・オブ・コースターFUJIYAMAの点検作業 - BOOK OFF                                                                                       |                                                             | 07.1%  |
| 10月12日 | - サッカー韓国×日本事前情報 - ザッケローニ監督の(秘)ルーツ解明! ほか                                                                          | サッカー日韓戦の事前番組として放送。                        | 12.8%  |
| 10月16日 | - 海上保安庁 羽田特殊救難基地 |                                                             | 07.2%  |
| 10月23日 | - ビデオリサーチ - カクダイ製菓 |                                                             | 09.1%  |
| 10月30日 | - 坂田ジュニアゴルフ塾 第2章 - バイブの仕組み                                                                                                 |                                                             | 09.7%  |
| 11月06日 | - オートレース合宿 |                                                             | 09.1%  |
| 11月13日 | - 青森山田高校 スポーツコース | この回は青森放送でも同年12月27日の17:00-17:50に放送された。 | 07.6%  |
| 11月20日 | - 宇佐美製菓 |                                                             | 10.4%  |
| 11月27日 | - 吉野家牛丼工場 |                                                             | 09.4%  |
| 12月04日 | - サンシャイン水族館・動物たちの引越 |                                                             | 10.5%  |
| 12月11日 | - スグル食品 |                                                             | 11.5%  |
| 12月18日 | - はたらく車の製造工程 |                                                             | 10.3%  |
| 12月21日 | - 中国栗剥き工場 - 冷凍エビフライ工場 - 掃除機製造工場 - 100円カニ缶工場 - バングラデシュ衣料工場 - 墓石工場 - フリーター、家を買う。撮影現場 | カスペ!枠で放送。                                           | 14.1%  |

#### 2011年
| 放送日時        | テーマ | 備考                                                                                                  | 視聴率 |
| --------------- | --- | --- | ------ |
| 1月8日          | - ONE PIECE制作現場 - オタクの祭典inロシア | | 10.1%  |
| 1月15日         | - 世界の(秘)工場潜入 - 中国玩具工場 - チリ鉱山の現場 | | 08.2%  |
| 1月22日         | - 佑ちゃんフィーバーの裏側 - オートレース合宿 第2章 | | 11.8%  |
| 1月29日         | - 食卓を彩る名脇役 - 雪国もやし - 紅ショウガ - ふえるわかめちゃん | | 11.5%  |
| 2月5日          | - ザックJAPAN - パリ・謎の超巨大地下都市 - 超ハイテク刑務所 | | 07.9%  |
| 2月12日         | - JRA競馬学校 - 赤ちゃん研究所・アップリカ | | 08.2%  |
| 2月19日         | - 祐ちゃんin沖縄 - 新宿夜の2大イベント - ホストNo.1決定戦 A-1グランプリ - さくら水産をたらふく食べる会                                                                          | | 09.8%  |
| 2月26日         | - そっくり館キサラ | | 09.3%  |
| 3月5日          | - 新企画 人 or 機械? - 売上スリップ - ジグソーパズル - K-POPアイドル・KINO | | 06.7%  |
| 3月19日         | - 週刊少年ジャンプ編集部 - レベルファイブ | 3月12日は東日本大震災の報道特別番組のため放送休止したため、告知ナレーションの一部を変更して放送した。 | 12.3%  |
| 4月2日          | 「潜入!リアルスコープ 祝・土7お引越し祭り No.1だけ見学SP」 - これまでの総集編2時間スペシャル                                                                                    | | 11.6%  |
| 4月16日         | 『ゴールデン進出!2時間スペシャル』 - 食卓の謎解明スペシャル - ウズラの卵の製造工場 - 味つけのりの製造工場 - おしぼり工場 - 骨なしサケの工場 - たこ焼き製造工場 - なると製造工場 | | 13.6%  |
| 4月23日         | - 駄菓子工場見学 - 都こんぶの製造工場 - さくらんぼ餅の製造工場 - チロルチョコの製造工場                                                                                         | | 11.4%  |
| 5月7日          | - 2011年代注目!テレビでは見られない（秘）ものまね芸を目撃セヨ!:そっくり館キサラ第2弾                                                                                            | | 11.4%  |
| 5月14日         | - 潜入!韓国エリートゴルフ塾 韓国式 英才教育の秘密! - 潜入!超スパルタ体操クラブ 金メダリストを育てる英才教育!                                                                    | | 08.4%  |
| 5月21日         | - 潜入!刺身のツマ工場! - 潜入!はるさめ工場! - 潜入!巨大まいたけ工場! | | 10.1%  |
| 5月28日         | - 夢の授業につける学校 - 人気ドラママルモのおきて コラボ企画スタート! | | 11.5%  |
| 6月11日         | - 不況知らずのALSOK 地獄の新人（鬼）合宿に潜入! - 平均年収3700万円!競馬騎手デビュー（秘）裏側に潜入! - マルモのおきてに潜入!天才子役 芦田愛菜（秘）裏側                         | | 11.5%  |
| 6月18日         | - 潜入!中高年のアイドル 綾小路きみまろライブの裏側 - マルモのおきて裏側に潜入!愛菜ちゃんが教えるダンスの秘密                                                                    | | 13.1%  |
| 6月25日         | - マルモのおきて裏側に潜入!しゃべる犬ムックの謎解明! - 潜入!世界No.1のサーカス シルク・ドゥ・ソレイユ国際本部! - 潜入!AKB48総選挙 独占公開!(秘)舞台裏!                          | | 09.5%  |
| 7月2日          | - 潜入!マルモのおきて 天才子役!名演技の裏側 - 4万人のバストデータが眠るワコールブラジャー研究所 - 大反響!平均年収1700万円 女性ボートレーサー地獄の研修!                         | | 07.9%  |
| 7月16日         | - トイ・ストーリーのピクサーへ潜入!最新作カーズ2(秘)制作現場 - 潜入!パンスト工場 美脚を生み出す(秘)製造工程                                                                     | | 06.7%  |
| 7月30日夏休みSP | - 夏だ!人気アイス(秘)工場に潜入! - 表紙モデルは芦田愛菜ちゃん!雑誌小学一年生(秘)製作現場 - 10万匹を大量製造!カブトムシ(秘)工場に初潜入!                                         | | 09.8%  |
| 8月13日         | - 世界の7割の花火を製造 潜入!中国花火村 - お葬式のプロを育成!潜入!お葬式専門学校                                                                                                | | 08.1%  |
| 8月20日         | - ジャンプ編集部 - レイトン教授の秘密を大公開!超人気ゲーム制作会社に潜入! | | 07.4%  |
| 8月27日         | - タイ大熱狂!日本アニメソング(秘)祭典に潜入! - 中高年に大ブーム 大人気(秘)腹話術学校に潜入! - スーパーボール(秘)工場に潜入!跳ねる秘密を徹底解明!                                | | 11.7%  |
| 9月3日          | - 回転寿司 激安の謎を解明! | | 07.9%  |
| 9月17日         | - 食卓の謎 解明SP | | 09.7%  |
| 10月1日         | - 食卓の謎特別編 秋の味覚2時間SP | | 11.6%  |
| 10月15日        | - 芸能界一斉リアル調査No.1ごはんの友はこれだSP | | 11.5%  |
| 10月22日        | - たまご(秘)工場に潜入! - 白滝(秘)工場に潜入! - スゴイ(秘)機械BEST5 - 大好評！セブン-イレブンおでん - 桃の缶詰(秘)工場に潜入!                                                   | | 10.6%  |
| 10月29日        | - イクラ(秘)工場に潜入! - かに(秘)工場に潜入! - カニカマ(秘)工場に潜入! | | 12.8%  |
| 11月19日        | - 潜入!清水アキラ&良太郎親子 2世スター誕生の秘密を解明! - 潜入!綾小路きみまろ 爆笑ライブ(秘)努力＆新ネタ公開! - 潜入!天才腹話術師いっこく堂 豪邸&ディナーショー(秘)ネタ公開!    | | . %    |

#### 2012年
| 放送日時 | テーマ | 備考                                            | 視聴率 |
| -------- | --- | ----------------------------------------------- | ------ |
| 1月14日  | - 食卓の謎 解明SP | 2時間スペシャル                                 | 12.0%  |
| 1月21日  | - 全国リアル一斉調査！今夜決定！No.1駄菓子はこれだ！                                                                                            | 一部生放送。                                    | 11.2%  |
| 1月28日  | - みかんの新知識 穴埋めドリル24 |                                                 | 13.1%  |
| 2月4日   | - 潜入!食品サンプル工場 - 潜入!スーパー造花工場 - テレビでは見られない(秘)ものまね芸                                                            |                                                 | 10.5%  |
| 2月11日  | - できたてアツアツを工場で食べまくりツアー |                                                 | 13.2%  |
| 2月25日  | - できたてアツアツを工場で食べまくりツアー |                                                 | 12.0%  |
| 3月3日   | - あなたの投票で今夜No.1ごはんの友が決定！ | 一部生放送。                                    | 08.0%  |
| 3月17日  | - 春の穴埋めドリル祭りSP |                                                 | 10.5%  |
| 4月7日   | - 春の穴埋めドリル祭りSP - 2012年春 花見客が最も愛する桜ソングは？                                                                              | この回よりリアルスコープZに改題。               | 08.8%  |
| 4月14日  | - 春の穴埋めドリル祭りSP - Sexy Zone カレープロジェクト - 今日開通！新東名高速道路 最新サービスエリアグルメ                                     |                                                 | 09.2%  |
| 4月21日  | - 春の穴埋めドリル祭りSP |                                                 | 08.6%  |
| 4月28日  | - GW直前！東京ディズニーリゾートを100倍楽しむ方法                                                                                               |                                                 | 08.6%  |
| 5月6日   | - できたて工場食べまくりツアー - 塩谷瞬 涙の会見                                                                                                |                                                 | 07.4%  |
| 6月2日   | - 身近な断捨離SP |                                                 | 11.2%  |
| 6月9日   | - 芸人スギちゃんのウラ側と私生活に潜入し人気の秘密を暴きだせ！ - 春の穴埋めドリル祭りSP                                                         |                                                 | 09.5%  |
| 6月16日  | - リアルファミリーレストラン - Sexy Zone カレープロジェクト                                                                                     |                                                 | 09.5%  |
| 6月23日  | - 元気な100歳一斉潜入調査SP - Sexy Zone カレープロジェクト - 高田延彦vs須藤元気 異種格闘技戦！                                                  |                                                 | 08.5%  |
| 6月30日  | - 芸能人のお財布一斉チェックSP - 鈴木福くんに密着！人気子役秘裏側大公開！ - 駄菓子カレー化プロジェクト                                          | 2時間スペシャル                                 | 09.5%  |
| 7月14日  | - 夏に美味しい食べ物 裏側潜入SP - 駄菓子カレー化プロジェクト                                                                                    |                                                 | 08.4%  |
| 7月28日  | - 生きたままミイラになる究極の修行「即身仏」の謎を解明！ - 超エリート集団！リアル海猿 海上保安庁特殊救難隊に密着！ - 駄菓子カレー化プロジェクト |                                                 | 06.5%  |
| 8月18日  | - 聞いたことあるけどよく知らない アレなんだSP                                                                                                   |                                                 | 09.0%  |
| 8月25日  | - アニメワンピース制作現場の裏側 潜入ツアーSP！！                                                                                               |                                                 | 06.3%  |
| 9月1日   | - 科学界のインディ・ジョーンズ長沼毅の科学SP |                                                 | 07.7%  |
| 9月8日   | - 超潜入！世界の沈没船 お宝発掘＆鑑定SP |                                                 | 08.3%  |
| 9月15日  | - 秋祭りを支える製造工場SP |                                                 | 09.6%  |
| 9月29日  | - 世界の警察に潜入密着24時 |                                                 | 10.0%  |
| 10月20日 | - 北極の謎解明SP | この回より超潜入!リアルスコープハイパーに改題。 | 11.4%  |
| 10月27日 | - 日本の(秘)地下探検SP |                                                 | 07.3%  |
| 11月3日  | - ウソのような本当の村SP |                                                 | 10.0%  |
| 11月10日 | - 回転寿司激安の謎解明SP |                                                 | 10.2%  |
| 11月17日 | - 命をかけた危険な仕事SP |                                                 | 08.8%  |
| 11月24日 | - 羽田空港のウラ側超潜入SP |                                                 | 12.0%  |
| 12月8日  | - 熱き日本の男祭りSP |                                                 | 05.8%  |
| 12月15日 | - 日本を支えるすごい(秘)工場SP |                                                 | 09.6%  |

#### 2013年
| 放送日時 | テーマ                                                                     | 備考       | 視聴率 |       |
| -------- | -------------------------------------------------------------------------- | ---------- | ------ | ----- |
| 1月19日  | - ウソのような本当の村                                                     |            | 09.0%  |       |
| 1月26日  | - 世界の警察密着24時(秘)裏側                                               |            | 09.3%  |       |
| 2月2日   | - ラウンドワンの裏側                                                       |            | 06.8%  |       |
| 2月9日   | - スーパーの裏側                                                           |            | 11.3%  |       |
| 2月23日  | - 回転寿司ネタ工場の裏側                                                   |            | 10.1%  |       |
| 3月2日   | - 横浜中華街の謎解明                                                       |            | 10.5%  |       |
| 3月23日  | - 100円缶詰の裏側                                                          |            | 08.6%  |       |
| 3月30日  | - 新幹線のギモン解決                                                       |            | 12.5%  |       |
| 4月13日  | - 路線バスのギモン解決                                                     |            | 10.4%  |       |
| 5月4日   | - 高速道路・サービスエリアの裏側                                           |            | 09.2%  |       |
| 5月18日  | - 銀行・ATMの裏側                                                          |            | 08.7%  |       |
| 5月25日  | - 宅配便の裏側                                                             |            | 10.3%  |       |
| 6月1日   | - 大人気回転寿司ネタ安さのヒミツ解明                                       |            | 08.1%  |       |
| 6月15日  | - コンビニの裏側                                                           |            | 09.0%  |       |
| 6月22日  | - 激変するアマゾンの謎                                                     |            | 09.0%  |       |
| 7月6日   | - 山手線の裏側                                                             |            | 09.5%  |       |
| 7月13日  | - 富士登山ツアーの裏側                                                     |            | 08.0%  |       |
| 7月20日  | - 成田国際空港の裏側                                                       |            | 10.2%  |       |
| 7月27日  | - なでしこジャパン応援スペシャル!                                          | 最低視聴率 | 05.1%  |       |
| 8月10日  | - ホテル&ビュッフェの裏側すべて見せますスペシャル!                         |            | 08.2%  |       |
| 8月17日  | - 自衛隊の裏側潜入スペシャル!(前編)                                        |            | 10.0%  |       |
| 8月24日  | - 自衛隊の裏側潜入スペシャル!(後編)                                        |            | 08.4%  |       |
| 9月7日   | - 超巨大!老舗!最新!箱根の巨大日帰り温泉&乗り物の驚き(秘)機能全部見せますSP |            | 08.6%  |       |
| 9月14日  | - 秋のクイズ祭り!                                                          |            | 10.3%  |       |
| 9月28日  | - 新幹線&地下鉄の裏側全部見せます!2時間SP!                                 |            | 12.9%  |       |
| 10月19日 | - 人気スーパーの裏側全部見せます2時間SP!!                                  |            | 13.5%  |       |
| 10月26日 | - ドラッグストアの人気商品&薬の(秘)裏側大公開SP                            |            | 09.4%  |       |
| 11月9日  | - JR全面協力で実現!!新幹線&リニアモーターカーの裏側全部見せますSP          |            | 10.9%  |       |
| 11月23日 | - 大好評乗り物シリーズ!大人気豪華客船の裏側全部見せますSP!                 | - 飛鳥II   |        | 10.5% |
| 11月30日 | - 住まいのギモン全部解決しますSP!                                          |            | 09.3%  |       |
| 12月7日  | - クイズに答えて楽しく学ぼう!ホームセンターの人気商品製造工場潜入SP!       |            | 07.9%  |       |
| 12月14日 | - 年賀状シーズン到来!!郵便局の(秘)裏側大公開SP                             |            | 08.0%  |       |

#### 2014年
| 放送日時 | テーマ | 備考 | 視聴率 |
| -------- | --- | ---- | ------ |
| 1月11日  | - 新幹線と豪華列車の裏側全部見せます2時間SP - 超特急ワールドカップ - スピード部門：E5系はやぶさ・イタロ - タフネス部門：E6系スーパーこまち・サプサン - イケメン部門：500系・クラス395電車 ジャヴェリン - ビジネス部門：E4系Maxとき・アセラ - 内装部門：800系つばめ・ICE - トワイライトエクスプレス - 豪華列車ワールドカップ - ななつ星 in 九州・オリエント急行 - 手に汗握る鉄道アクション映画ベスト5 - 台湾高速鉄道 |      |        |
| 1月18日  | - 病院の(秘)裏側&スーパー医療マシン完全公開SP - 最新型CT「ディスカバリーCTベオ」 - 禁断の手術室へ超潜入 - 人間ドック＆健康診断の（秘）裏側 - 航空自衛隊 機動衛生ユニット |      | 8.9%   |
| 1月25日  | - 動物園で会える動物の赤ちゃん全部見せますSP |      | 6.5%   |
| 2月1日   | - 冬が旬の回転寿司ネタ!安くてウマい秘密解明SP!! - 回転寿しトリトン - ジャンボホタテの秘密 - スシロー - ブリトロの秘密 - この冬おすすめの最新激ウマ寿司 - グリーンランド ランプフィッシュ漁密着 - 中国コハダ密着 |      |        |
| 2月8日   | - フェラーリ社も全面協力!!スーパーカーから巨大トレーラーまで自動車の(秘)裏側解明SP - コレされ押さえればフェラーリ通!フェラーリ神7 - ラ フェラーリ - 250GTO - エンツォ・フェラーリ - 512BB - F40 - F50 - 430スクーデリア - フェラーリの城下町に潜入! - 日野自動車本社工場に潜入! - 潜入!日本のハイテク工場 スバル群馬製作所 - フェラーリ本社ファクトリー公開!                                                        |      | 9.8%   |
| 2月15日  | - ハイパー5大スーパーの裏側全部見せます!2時間SP - ダイエー - 西友 - イトーヨーカドー - イオン - 成城石井 |      | 14.1%  |
| 3月8日   | - 飛行機と空港の裏側全部見せます!2時間SP - JAL 成田→ヘルシンキ密着 - 三上真奈 JALグランドスタッフ体験 - エアバス 巨大飛行機工場 |      | 10.7%  |
| 3月15日  | - 横浜の美味しい行列店は何が違うのか解明SP - 横浜ベイシェラトン オールデイブッフェ「コンパス」 ローストビーフ - 鵬天閣新館 小籠包 - ラ・メール・プラール オムレツ - 横浜市中央卸売市場「もみじや」 おまかせ定食 - チーズカフェ ステーキフォンデュセット - 横浜ワールドポーターズ「レナーズ」 マラサダ |      | 9.8%   |
| 3月22日  | - 超激レア!!はたらく乗り物全部見せますSP!! - NASA シャトル輸送機 - NASA スーパーグッピー - ポールトレーラー - 重量物運搬船 ブルー・マーリン - 自動車運搬船 VENUS LEADER - 種子島宇宙センター ロケット輸送ドーリー - 活魚トレーラー - PC-450移植機 - 北陸新幹線輸送はしけ |      |        |
| 4月5日   | - 最新新幹線&豪華列車の裏側全部見せます2時間SP! - 北陸新幹線E7・W7系製造現場・大輸送密着 - 鉄道ファンでなくても乗ってみたくなる夢の豪華観光列車ベスト5 - 九州新幹線「進め!卒業式新幹線」 - 新幹線と春の花の絶景写真&お得情報 |      | 11.7%  |
| 4月19日  | - 5つの大人気スーパーの裏側全部見せます!2時間SP - 西友 - イトーヨーカドー - イオン - 成城石井 - 紀ノ国屋 |      |        |
| 4月26日  | - GW特別企画!有名巨大温泉ホテル(秘)裏側SP - 伊東温泉「ホテルサンハトヤ」 - 塩原温泉「ホテルニュー塩原」 - 勝浦温泉「勝浦ホテル三日月」 - 白樺リゾート 池の平ホテル |      | 8.5%   |
| 5月3日   | - 行列できる卵料理店は何が違う?(秘)レシピ公開 - 表参道「パンとエスプレッソ」フレンチトースト - 人形町「No Reservations」パンケーキ - 表参道「カフェ・カイラ」エッグベネディクト - 浅草「カルボ」焼きカルボナーラ - 川越「オハナ」卵焼き |      | 8.9%   |
| 5月10日  | - JR&私鉄が全面協力!!大人気特急(秘)裏側SP - サンライズ出雲 - 小田急ロマンスカー - 近畿日本鉄道「しまかぜ」 - 東武鉄道「スペーシア」 |      | 8.3%   |
| 5月17日  | - 6大人気デパートの裏側全部見せますSP!!（前編） - 大丸 - 松坂屋 - 伊勢丹 |      | 7.1%   |
| 5月24日  | - 6大人気デパートの裏側全部見せますSP!!（後編） - 京王百貨店 - 三越 - 髙島屋 |      | 7.7%   |
| 5月31日  | - 1泊1万円以下なのに賞を総ナメ!(秘)温泉SP - 秋保温泉「ホテル瑞鳳」 - 万座温泉「日進舘」 - 南紀勝浦温泉「ホテル浦島」 |      | 9.1%   |
| 6月14日  | - TV初公開!ユニクロ(秘)裏側全部見せますSP - ユニクロ銀座店 - ユニクロ中国工場 - 機能性インナー「エアリズム」の秘密 |      | 6.8%   |
| 6月21日  | - 6大人気スーパーの裏側全部見せます!2時間SP - 西友 - イトーヨーカドー - イオン - 成城石井 - ダイエー - サミット |      | 8.9%   |
| 7月12日  | - 国際線増便で大リニューアル!羽田空港&飛行機の裏側超潜入SP - 羽田空港には何社の航空会社が乗り入れている? - ココが変わった!羽田空港 - 三上真奈 実際の飛行機でCAに挑戦!リアルスチュワーデス物語 - 航空業界の女性スペシャリスト - スリランカ航空 ワンワールド加盟式典 |      |        |
| 7月19日  | - 遊園地の裏側潜入SP - ユニバーサル・スタジオ・ジャパン - 富士急ハイランド - ナガシマスパーランド - 八景島シーパラダイス |      | 8.8%   |
| 8月2日   | - 一秒でも早く現場へ…消防署の最前線に密着! - 横浜市消防局 - 鶴見消防署 - 横浜市消防局消防訓練センター - 消防（秘）スーパーマシン |      |        |
| 8月9日   | - この夏乗りたい!大改造の列車&新幹線SP - とれいゆ つばさ - 500系こだまプラレールカー - JR埼京線 第2の人生プロジェクト - 大井川鐵道 きかんしゃトーマス号 - 旭山動物園号 |      | 8.0%   |
| 8月16日  | - 達人とタッグを組み最強トマト図鑑が完成! |      | 7.4%   |
| 8月30日  | - ニッポンが誇る凄い技術! - ジャパンマリンユナイテッド呉工場 超巨大タンカー製造 - 日本の宅急便 in マレーシア - 地上100m!送電線張替え作業 |      | 7.2%   |
| 9月6日   | - 自衛隊のウラ側潜入SP |      | 10.2%  |
| 9月13日  | - 1泊1万円台も登場!豪華客船の裏側潜入! - ダイヤモンド・プリンセス - にっぽん丸 - クイーン・エリザベス - 日本全国あなたの知らない主婦パート マギー 北海道利尻島昆布干し |      | 9.8%   |
| 9月20日  | - 日本を守る!警察学校に初潜入! - 鳥取県警察学校 |      | 9.5%   |
| 9月27日  | - 我が子の才能を伸ばす学校2時間SP - 文化保育園 - スポーツクラブ内村 - 天才ゴルファー古閑美保を育てたやんちゃ父親の（秘）教育法 - 明徳義塾 - 白鳥バレエ学園 - 日本全国あなたの知らない主婦パート マギー 栃木県小山市遺跡の発掘作業 |      | 7.6%   |
| 10月18日 | - 鉄道の裏側SP - 新幹線のレール交換に密着 - 鉄道ファンが殺到する「鉄コン」へ |      | 9.5%   |
| 10月25日 | - ヤフーへ潜入!あのニュースはどう出来る? - プロの技を学べ!SexyZone超一流カメラマンに弟子入り潜入 - 日本全国あなたの知らない主婦パート特別編 上地雄輔 くるみの収穫作業 |      | 6.5%   |
| 11月1日  | - 花火世界一決定戦へ潜入!ド迫力花火を大公開 - ハウステンボス「世界花火師競技会」 - 日本全国!あなたの知らない主婦パート マギー 広島県竹原市バラのトゲ取り作業 |      | 9.0%   |
| 11月8日  | - 大井川鐵道が全面協力!SL裏側へ超潜入! |      | 10.3%  |
| 11月15日 | - 1泊1万円以下なのに…賞を総ナメの温泉とは - ウェルネスの森伊東 - 熱海ニューフジヤホテル - 星野リゾート青森屋 |      |        |
| 11月22日 | - 絶品カツサンド徹底解明 - プロの技を学べ!SexyZone超一流カメラマンに弟子入り潜入 - 日本全国あなたの知らない主婦パート 松本明子 和歌山県ミカン収穫作業 |      | 6.5%   |
| 11月29日 | - 新幹線&ヘリコプター!驚きの性能を解明! |      | 8.1%   |
| 12月13日 | - 警察学校第2弾!卒業を控え、過酷さを増す! |      | 7.4%   |
| 12月20日 | - 鉄道・飛行機・豪華客船!乗って楽しい!食べて美味しい!乗り物2時間スペシャル - いすみ鉄道「レストラン・キハ」 - しなの鉄道「ろくもん」 - 飛鳥II（秘）グルメ航海 - トワイライトエクスプレスディナーコース - JAL国際線ファーストクラス |      | 8.6%   |

#### 2015年
| 放送日時       | テーマ | 備考 | 視聴率 |
| -------------- | --- | ---- | ------ |
| 1月17日        | - 新旧乗り物スターが夢の共演!新幹線&SL2時間SP! - 北海道新幹線H5系 - D51復活記念号 - 新幹線&SL あの名優たちとの夢の共演 映画・アニメお勧め4作品 - 新幹線大爆破 - シノーラ - 大怪獣空中戦 ガメラ対ギャオス - キン肉マン「新幹線をケッ飛ばせ」 - 開業直前!北陸新幹線 豪雪地帯の(秘)雪対策とは? - 阪神淡路大震災から20年 新幹線の(秘)災害対策とは? |      | 8.2%   |
| 1月31日        | - 可夢偉が消防車で大爆走!働く車スピード対決 |      | 8.8%   |
| 2月7日         | - 私鉄社員がオススメ!沿線最強グルメをぶらり |      | 6.5%   |
| 2月14日        | - まもなく決戦!四大陸フィギュアが100倍楽しめる裏側潜入SP |      |        |
| 2月21日        | - 働く乗り物GP第2弾 - 武井壮が京成電鉄(秘)沿線グルメを食べ歩く! |      | 6.9%   |
| 2月28日        | - 見たら絶対行きたくなる!大人気乗り物ツアーに潜入 - 飛鳥II「大相撲クルーズ」 - 肥薩おれんじ鉄道「おれんじ食堂」 - のりものドリームプロジェクト 水上スピードキング決定戦 |      | 6.1%   |
| 3月7日         | - リアルスコープ超お宝映像ベスト10 |      |        |
| 3月14日 最終回 | - 本日開業!ココが凄い北陸新幹線（秘）解明SP - 超豪華寝台特急トワイライトエクスプレス最後の勇姿に密着 |      | 6.7%   |

### 特別番組（第3期）
| 放送日時                                                            | テーマ |
| ------------------------------------------------------------------- | --- |
| 2018年9月2日 17:00 - 17:30（BSフジ）9月16日 26:55 - 27:25（地上波） | - キュリオス真夏のお引越し |
| 2021年5月4日 19:00 - 21:00                                          | - JR東日本「ALFA-X」 - 味の素冷凍食品 - 江崎グリコ「ジャイアントコーン」 - ビデオリサーチ視聴率調査 |
| 2021年9月21日 19:00 - 21:00                                         | - JR東海 リニア中央新幹線 - 不二家：カントリーマアムチョコまみれ - 味の素冷凍食品：ハンバーグ - キンレイ：札幌味噌ラーメン - サイバーコネクトツー：鬼滅の刃 ヒノカミ血風譚 |
| 2022年1月16日 19:00 - 21:54                                         | - スシロー:寿司ネタ製造工場 - 羽田空港:新型旅客機エアバスA380、CA訓練、最新訓練施設「ANA Blue Base」 - 造幣局:新500円玉製造工場 - 山崎製パン:北海道チーズ蒸しケーキ製造工場 |
| 2022年9月22日 19:00〜21:54                                          | - ロッテ：雪見だいふく製造工場 - ディズニー・ワールド・リゾート：激レアスポット公開 - 明治：明治アーモンドチョコレート製造工場 - トヨタ自動車：アスリート養成施設 - 航空自衛隊：ブルーインパルス新人パイロット誕生密着300日 |
| 2022年12月29日 18:00 - 23:03                                        | - 巨大おせち工場 - 石井食品八千代工場：栗きんとん、豚角煮、江戸雑煮、伊達巻 - セネガルタコ漁現場（2013年6月1日放送） - 日中商会ひたちなか工場：酢ダコ - 年越しそば工場 - 東洋水産関東工場：マルちゃん緑のたぬき - シマヤ新田工場：緑のたぬき粉末スープ - スシロー 回転寿司ネタ工場 - マグロ：メバチマグロ遠洋延縄漁、清水港冷凍マグロ加工場 - エビアボカド：ベトナム カントー市バナメイエビ養殖場、エビ加工場 - 活〆寒ブリ：三重県尾鷲市ブリ養殖場、ブリ加工場 - 上いくら：北海道八雲町鮭定置網漁、鮭加工場 - 不二家（秘）巨大お菓子工場：不二家富士裾野工場 ホームパイチョコだらけ - リアル教場!警察学校：千葉県警察学校 - JR山手線 自動運転でGO! - 東京総合車両センター - E235系 ATO自動運転車両 - そっくり館キサラプレゼンツ!ひと足早い!紅白歌合戦! - 電動自転車国内シェアNo.1：パナソニック サイクルテック柏原工場 - 売上No.1!明治スーパーカップ：明治関西アイスクリーム工場 スーパーカップとことん苺 |
| 2023年3月10日 20:00 - 21:58                                         | SDGsな食卓SP - マクドナルド“フィレオフィッシュ”のフィッシュポーション製造の新工場をテレビ初公開! - シャウエッセンのおいしさの秘密!パリッと食感検査に潜入! - スターバックスの最深部にバラエティ番組初取材! - ウニがピンチ!?テレビ初公開のウニ製造工場! - 超ハイテク野菜工場にテレビ初潜入! |
| 2023年3月18日 15:30 - 16:25 （地上波）5月21日 1:00 - 2:30（BSフジ） | アレグリア-新たなる光-SP |
| 2023年8月10日 19:00 - 21:00                                         | 真夏の大進化潜入SP! - 森永製菓・チョコモナカジャンボ パリパリの進化 - セブン-イレブン 進化する冷凍食品 初解禁だらけの徹底解明! - 超禁断! 誰も知らないコカ・コーラの作り方を直撃! - 明治・マカダミアチョコレート “マッドマックス”な製造工程に密着!? |
| 2023年10月21日 19:00 - 21:00                                        | 秋の大潜入スペシャル - 冬のチョコパイ製造工場 - かっぱえびせんの秘密 - 銀座コージーコーナー売上トップ10の製造現場 - テレビアニメ『ONE PIECE』制作現場 - 『ほんだし』極秘製造方法 |
| 2024年3月28日 19:00 - 21:54                                         | SDGs特別編2024 - 食を支える世界のスーパーマシンランキング - 2024年春、今コレ食っとけ寿司ネタランキング - Yakult1000の全貌をテレビ初解禁：ヤクルト本社兵庫三木工場 - ドン・キホーテ新店舗オープンの裏側に密着 - フォーミュラEの裏側にテレビ初潜入! |
| 2024年8月16日 19:00 - 21:00                                         | 令和の進化、大潜入スペシャル - テレビ視聴率の総本山、ビデオリサーチへ潜入! - スイーツにお惣菜、セブン-イレブンの大進化! - 女性パイロットにブルーインパルス! 航空自衛隊へ潜入 |
| 2025年1月23日 19:00 - 21:00                                         | - ローソン スイーツ年間売上ランキングトップ5の製造現場に潜入! - テレビ初公開! 味の素超巨大工場 - 気象庁 南海トラフ地震を監視する極秘エリアに潜入! |
| 2025年3月20日 19:00 - 21:54                                         | - あらゆるものの製造現場に潜入 「なにをつくっているんでしょうか?クイズ」! - 昭和VS令和 駄菓子ランキング! - ドン・キホーテ本部に大潜入! - 謎多き高野山の裏側へ迫る! |
| 2025年6月26日 19:00 - 21:00                                         | - 大好評!何をつくっているんでしょうか？クイズ! - プレミアムなくら寿司「無添蔵」関東初出店の裏側に独占潜入! - 渋谷発!インフルエンサー育成校潜入! |

## ネット局

### 2011年3月まで
| 放送対象地域  | 放送局                    | 系列                                         | 放送日時                     | 遅れ       |
| ------------- | ------------------------- | -------------------------------------------- | ---------------------------- | ---------- |
| 関東広域圏    | フジテレビ（CX）          | フジテレビ系列                               | 土曜 23:10 - 23:55           | 制作局     |
| 北海道        | 北海道文化放送（uhb）     | フジテレビ系列                               | 土曜 23:10 - 23:55           | 同時ネット |
| 岩手県        | 岩手めんこいテレビ（mit） | フジテレビ系列                               | 土曜 23:10 - 23:55           | 同時ネット |
| 宮城県        | 仙台放送（OX）            | フジテレビ系列                               | 土曜 23:10 - 23:55           | 同時ネット |
| 秋田県        | 秋田テレビ（AKT）         | フジテレビ系列                               | 土曜 23:10 - 23:55           | 同時ネット |
| 山形県        | さくらんぼテレビ（SAY）   | フジテレビ系列                               | 土曜 23:10 - 23:55           | 同時ネット |
| 福島県        | 福島テレビ（FTV）         | フジテレビ系列                               | 土曜 23:10 - 23:55           | 同時ネット |
| 新潟県        | 新潟総合テレビ（NST）     | フジテレビ系列                               | 土曜 23:10 - 23:55           | 同時ネット |
| 長野県        | 長野放送（NBS）           | フジテレビ系列                               | 土曜 23:10 - 23:55           | 同時ネット |
| 静岡県        | テレビ静岡（SUT）         | フジテレビ系列                               | 土曜 23:10 - 23:55           | 同時ネット |
| 富山県        | 富山テレビ（BBT）         | フジテレビ系列                               | 土曜 23:10 - 23:55           | 同時ネット |
| 石川県        | 石川テレビ（ITC）         | フジテレビ系列                               | 土曜 23:10 - 23:55           | 同時ネット |
| 福井県        | 福井テレビ（FTB）         | フジテレビ系列                               | 土曜 23:10 - 23:55           | 同時ネット |
| 中京広域圏    | 東海テレビ（THK）         | フジテレビ系列                               | 土曜 23:10 - 23:55           | 同時ネット |
| 近畿広域圏    | 関西テレビ（KTV）         | フジテレビ系列                               | 土曜 23:10 - 23:55           | 同時ネット |
| 鳥取県 島根県 | 山陰中央テレビ（TSK）     | フジテレビ系列                               | 土曜 23:10 - 23:55           | 同時ネット |
| 岡山県 香川県 | 岡山放送（OHK）           | フジテレビ系列                               | 土曜 23:10 - 23:55           | 同時ネット |
| 広島県        | テレビ新広島（TSS）       | フジテレビ系列                               | 土曜 23:10 - 23:55           | 同時ネット |
| 愛媛県        | テレビ愛媛（EBC）         | フジテレビ系列                               | 土曜 23:10 - 23:55           | 同時ネット |
| 高知県        | 高知さんさんテレビ（KSS） | フジテレビ系列                               | 土曜 23:10 - 23:55           | 同時ネット |
| 福岡県        | テレビ西日本（TNC）       | フジテレビ系列                               | 土曜 23:10 - 23:55           | 同時ネット |
| 佐賀県        | サガテレビ（STS）         | フジテレビ系列                               | 土曜 23:10 - 23:55           | 同時ネット |
| 長崎県        | テレビ長崎（KTN）         | フジテレビ系列                               | 土曜 23:10 - 23:55           | 同時ネット |
| 熊本県        | テレビ熊本（TKU）         | フジテレビ系列                               | 土曜 23:10 - 23:55           | 同時ネット |
| 鹿児島県      | 鹿児島テレビ（KTS）       | フジテレビ系列                               | 土曜 23:10 - 23:55           | 同時ネット |
| 沖縄県        | 沖縄テレビ（OTV）         | フジテレビ系列                               | 土曜 23:10 - 23:55           | 同時ネット |
| 宮崎県        | テレビ宮崎（UMK）         | フジテレビ系列 日本テレビ系列 テレビ朝日系列 | 日曜（土曜深夜） 0:50 - 1:35 | 7日遅れ    |

- 日本テレビとのクロスネット局であるテレビ大分では不定期に放送されている。
- TBS系列局である、テレビ山口でも時折放送されることがある。

### 2011年4月から
| 放送対象地域  | 放送局                    | 系列                                         | 放送日時           | 遅れ       | 備考   |
| ------------- | ------------------------- | -------------------------------------------- | ------------------ | ---------- | ------ |
| 関東広域圏    | フジテレビ（CX）          | フジテレビ系列                               | 土曜 19:00 - 19:57 | 制作局     | 制作局 |
| 北海道        | 北海道文化放送（uhb）     | フジテレビ系列                               | 土曜 19:00 - 19:57 | 同時ネット | [ 17 ] |
| 岩手県        | 岩手めんこいテレビ（mit） | フジテレビ系列                               | 土曜 19:00 - 19:57 | 同時ネット |        |
| 宮城県        | 仙台放送（OX）            | フジテレビ系列                               | 土曜 19:00 - 19:57 | 同時ネット |        |
| 秋田県        | 秋田テレビ（AKT）         | フジテレビ系列                               | 土曜 19:00 - 19:57 | 同時ネット |        |
| 山形県        | さくらんぼテレビ（SAY）   | フジテレビ系列                               | 土曜 19:00 - 19:57 | 同時ネット |        |
| 福島県        | 福島テレビ（FTV）         | フジテレビ系列                               | 土曜 19:00 - 19:57 | 同時ネット |        |
| 新潟県        | 新潟総合テレビ（NST）     | フジテレビ系列                               | 土曜 19:00 - 19:57 | 同時ネット |        |
| 長野県        | 長野放送（NBS）           | フジテレビ系列                               | 土曜 19:00 - 19:57 | 同時ネット |        |
| 静岡県        | テレビ静岡（SUT）         | フジテレビ系列                               | 土曜 19:00 - 19:57 | 同時ネット |        |
| 富山県        | 富山テレビ（BBT）         | フジテレビ系列                               | 土曜 19:00 - 19:57 | 同時ネット |        |
| 石川県        | 石川テレビ（ITC）         | フジテレビ系列                               | 土曜 19:00 - 19:57 | 同時ネット |        |
| 福井県        | 福井テレビ（FTB）         | フジテレビ系列                               | 土曜 19:00 - 19:57 | 同時ネット |        |
| 中京広域圏    | 東海テレビ（THK）         | フジテレビ系列                               | 土曜 19:00 - 19:57 | 同時ネット |        |
| 近畿広域圏    | 関西テレビ（KTV）         | フジテレビ系列                               | 土曜 19:00 - 19:57 | 同時ネット |        |
| 鳥取県 島根県 | 山陰中央テレビ（TSK）     | フジテレビ系列                               | 土曜 19:00 - 19:57 | 同時ネット |        |
| 岡山県 香川県 | 岡山放送（OHK）           | フジテレビ系列                               | 土曜 19:00 - 19:57 | 同時ネット |        |
| 広島県        | テレビ新広島（TSS）       | フジテレビ系列                               | 土曜 19:00 - 19:57 | 同時ネット |        |
| 愛媛県        | テレビ愛媛（EBC）         | フジテレビ系列                               | 土曜 19:00 - 19:57 | 同時ネット |        |
| 高知県        | 高知さんさんテレビ（KSS） | フジテレビ系列                               | 土曜 19:00 - 19:57 | 同時ネット |        |
| 福岡県        | テレビ西日本（TNC）       | フジテレビ系列                               | 土曜 19:00 - 19:57 | 同時ネット |        |
| 佐賀県        | サガテレビ（STS）         | フジテレビ系列                               | 土曜 19:00 - 19:57 | 同時ネット |        |
| 長崎県        | テレビ長崎（KTN）         | フジテレビ系列                               | 土曜 19:00 - 19:57 | 同時ネット |        |
| 熊本県        | テレビくまもと（TKU）     | フジテレビ系列                               | 土曜 19:00 - 19:57 | 同時ネット |        |
| 宮崎県        | テレビ宮崎（UMK）         | フジテレビ系列 日本テレビ系列 テレビ朝日系列 | 土曜 19:00 - 19:57 | 同時ネット |        |
| 鹿児島県      | 鹿児島テレビ（KTS）       | フジテレビ系列                               | 土曜 19:00 - 19:57 | 同時ネット |        |
| 沖縄県        | 沖縄テレビ（OTV）         | フジテレビ系列                               | 土曜 19:00 - 19:57 | 同時ネット |        |
| 大分県        | テレビ大分（TOS）         | 日本テレビ系列 フジテレビ系列                | 水曜 14:56 - 15:53 | 12日遅れ   | [ 18 ] |
| 青森県        | 青森テレビ（ATV）         | TBS系列                                      | 金曜 15:45 - 16:45 | 不明       | [ 19 ] |
| 山口県        | テレビ山口（TYS）         | TBS系列                                      | 不定期放送         | 不定期放送 | [ 20 ] |

## その他
- 番組内で使用されている効果音の中にはビデオゲーム「ドルアーガの塔」で鍵を入手したときの効果音を使用している。また、潜入時に使われるBGMは、ディズニーパーク「エレクトリカルパレード」のテーマ曲『バロック・ホウダウン』（Baroque Hoedown）である。
- 特番第4回でリアルスコープくんが尼寺に潜入しようとしたものの、リアルスコープくんが男の子という設定のため、新たな潜入メカ『リアルスコープちゃん』が代わりに潜入した。また、2010年11月13日の放送では、青森山田高等学校の女子寮が男子禁制であるため、リアルスコープちゃんが登場している。レギュラー放送でも、2010年6月26日放送でラーメン二郎に潜入する際、茂木健一郎の髪型を付けた潜入メカ・モギスコープが茂木と合体した。
- 2011年1月29日放送分で、『ふえるわかめちゃん』を取り上げた際は三代目磯野ワカメ役の津村まことが所々ナレーションをした。
- 前番組まで土曜19時台のネットセールスは6分00秒であったが、本番組より5分00秒に短縮し、削った1分はVS嵐に移動した。
  - 1994年4月の「たけし・逸見の平成教育委員会」時代からA枠・B枠と毎週入れ替えてきたが、前半枠は旭化成など複数社（3分）、後半枠は味の素など複数社（2分）に固定。
  - 旭化成のみカラー表示しているが、「リアルスコープ」が特別番組で休止した際でもカラー表示している。（但し、2011年の「ワールドカップバレー」の一部回、「THE MANZAI 2011」、「全日本フィギュア」は適用せず、後の2番組は白表示。）
  - 一部地域でプロ野球中継に差し替えられた場合、ネットスポンサーはそのままプロ野球中継に組み込まれ、時差ネット時は全編パーティシペーションとなるが、画面右下のスポンサー表示部分は番組タイトルまたは放送局の略称ロゴが入った四角枠に被せて表示することがある（ネット回線を受けてそのまま録画して放送する場合）。
- 2013年1月4日発売の隔週TV雑誌では、2013年初の放送は1月12日の通常版の予定だったが、ある出演者の不祥事が原因で、当日は直後の『めちゃイケ』と共に、『平成教育委員会』に差し替えられた。同年初放送は、翌19日の2時間スペシャル。
- 2013年4月13日の放送で都営バスの特集がされた際に、本番組、および制作局のフジテレビとの協力で、フジテレビ前停留所において4月14日から10月14日まで、期間限定で本番組の広告放送が流された。それは、本番組で特集された「連呼系広告」「モットー系広告」「呼びかけ系広告」の3つを織り交ぜた内容で「土曜7時は、リアル、リアル、リアルスコープ！テレビ初潜入がモットー、カトパンと愉快な仲間たちがお届けする、超潜入リアルスコープハイパーでお馴染みのフジテレビ前でございます」という内容で放送された。